# Megaladapis
Megaladapis är ett utdött släkte primater som levde på Madagaskar. De sista individerna levde för cirka 500 år sedan.

## Beskrivning

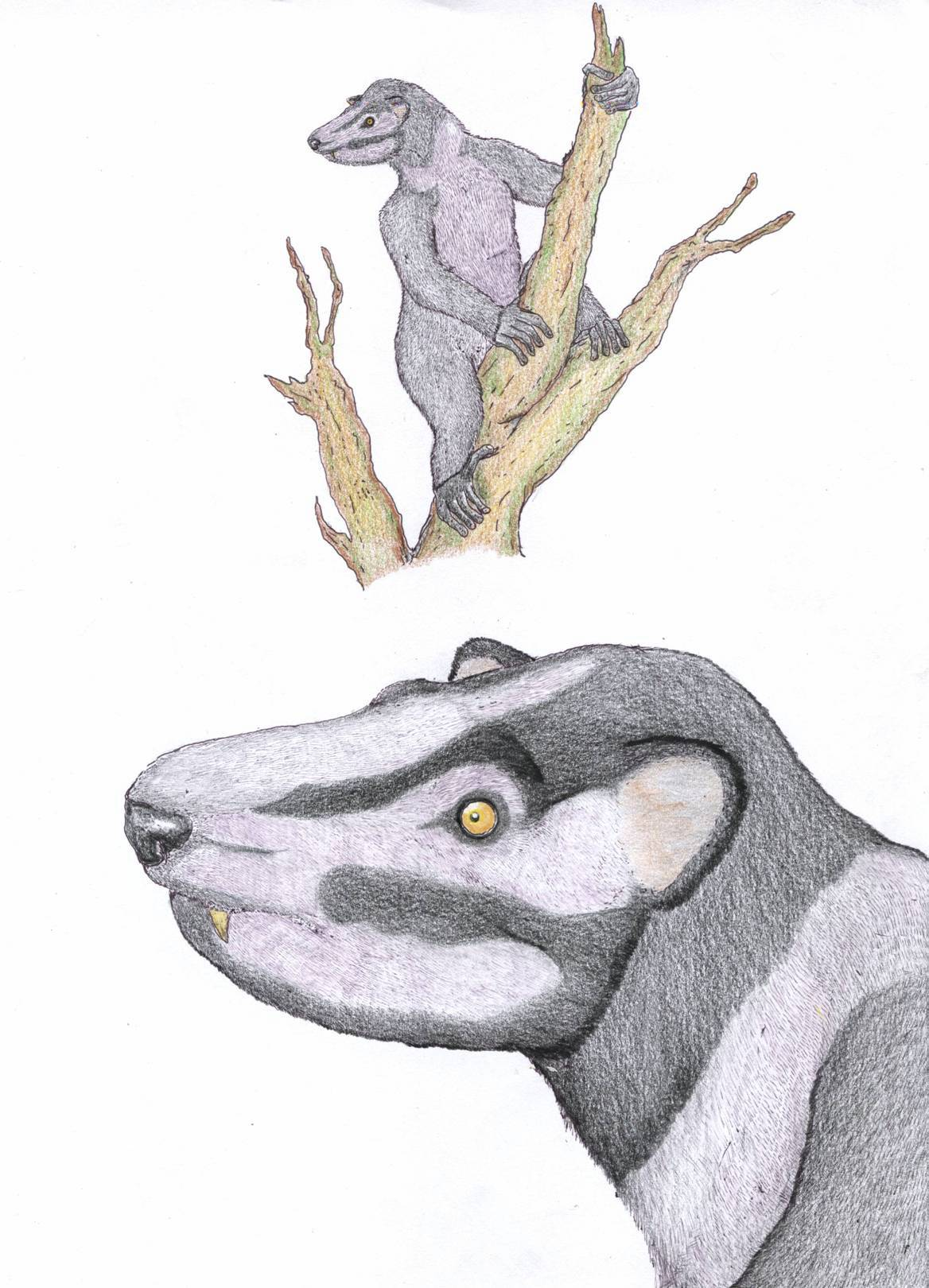
Rekonstruktion av Megaladapis.

Med en vikt mellan 40 och 80 kilogram samt en kroppslängd upp till 1,50 meter var släktets arter efter Archaeoindris (likaså utdöd) de näst största medlemmarna av underordningen Strepsirrhini. Megaladapis kännetecknades av en långsträckt nos och kraniet var ibland över 25 cm lång. Vuxna exemplar hade inga framtänder i övre käken, däremot var kindtänderna särskilt stora.
Fötter och händer var tydlig förlängda för att få bättre grepp på grenar och trädstammar. Armarna och benen var korta och robusta. De främre extremiteterna var lite längre än de främre. Trots vikten var dessa primater bra anpassade till livet i träd. På grund av kroppsbyggnaden antas att Megaladapis liknade koalan i levnadssättet. Födan utgjordes troligen av blad som de plockade med handen.

## Utdöende
Upphittade benrester är mellan 2850 och 600 år gamla. Släktet dog troligen ut på grund av människans inverkan. Människan kom till Madagaskar för cirka 1500 år sedan och jagade dessa primater som dittills saknade naturliga fiender. Dessutom förstördes deras levnadsområde genom svedjebruk. För cirka 500 år sedan försvann släktet från ön. Obekräftade berättelser från 1600-talet om jättestora primater på ön kan syfta på enskilda individer av släktet som överlevde längre.

## Systematik
Till släktet räknas tre arter:
- Megaladapis edwardsi var den största arten och levde på södra Madagaskar. Kanske vistades den mer på marken än de andra två arterna.
- Megaladapis grandidieri är känd från centrala och norra delar av ön.
- Av Megaladapis madagascariensis hittades rester i sydvästra och norra Madagaskar.

Släktet räknas vanligen i en egen familj, Megaladapidae. Arternas närmaste släktingar är dagens vesslemakier (Lepilemur) som har vissa kännetecken gemensam med Megaladapis, till exempel avsaknaden av övre framtänder. Ibland listas bägge släkten i samma familj.